# جاده ۹۰ ایالات متحده آمریکا
جاده ۹۰ ایالات متحده آمریکا (انگلیسی: U.S. Route 90) یکی از بزرگراه‌های اصلی سیستم بزرگراهی ایالت متحده آمریکا است که به طول ۲۶۲۸ کیلومتر از جکسون‌ویل بیچ، فلوریدا شروع و در ون هرن، تگزاس به پایان می‌رسد. این بزرگراه در نوار جنوبی آمریکا قرار دارد.

## نگارخانه

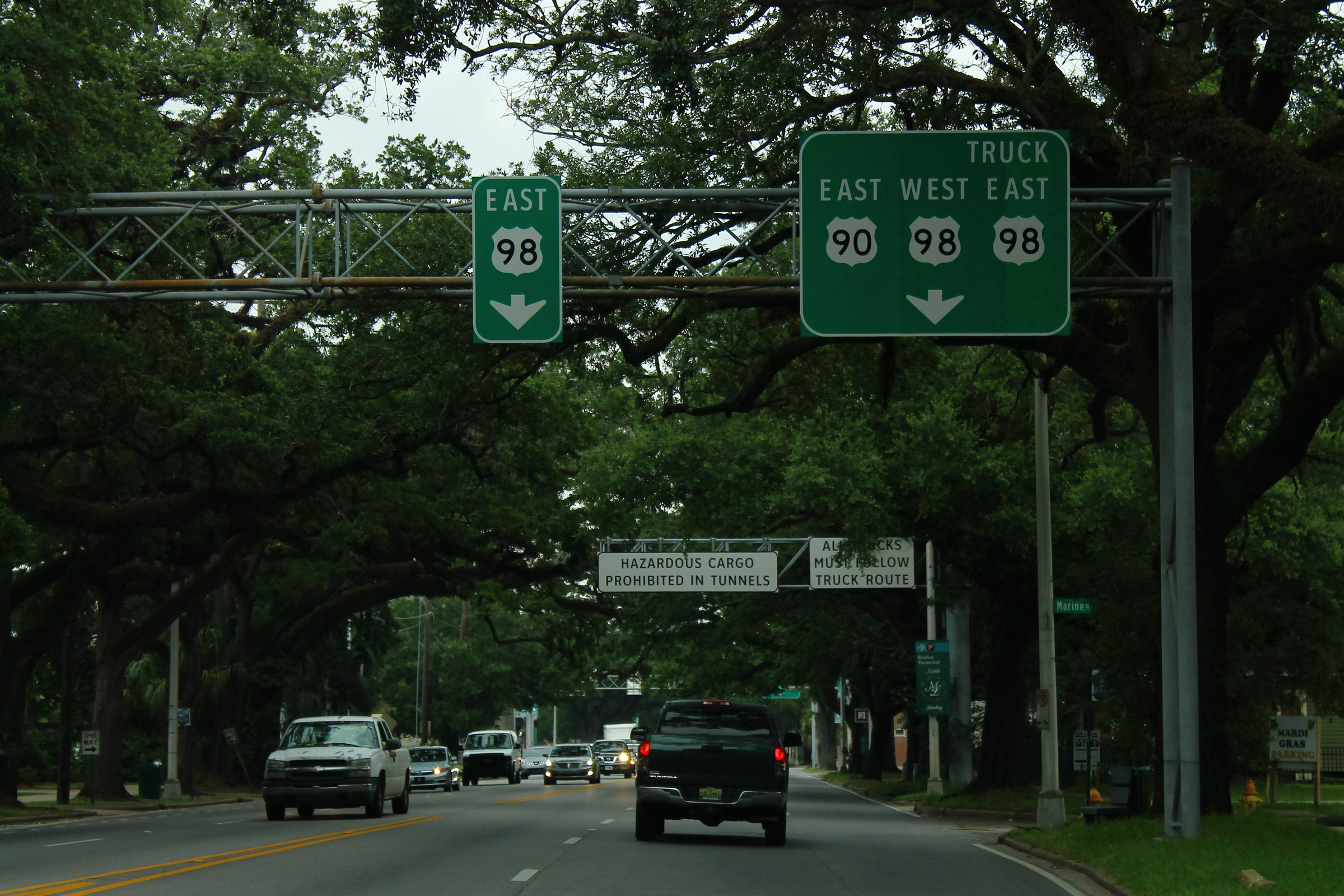
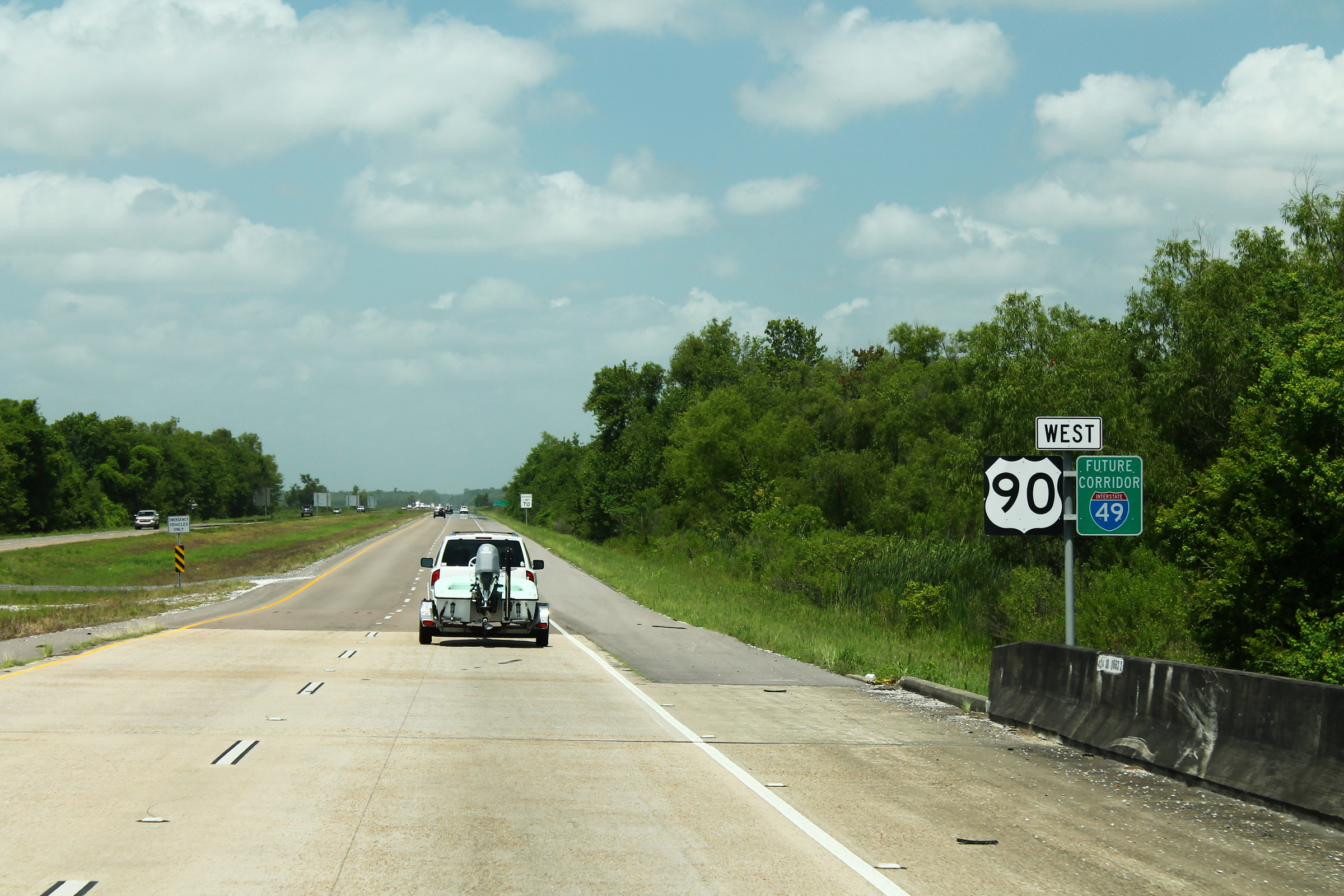
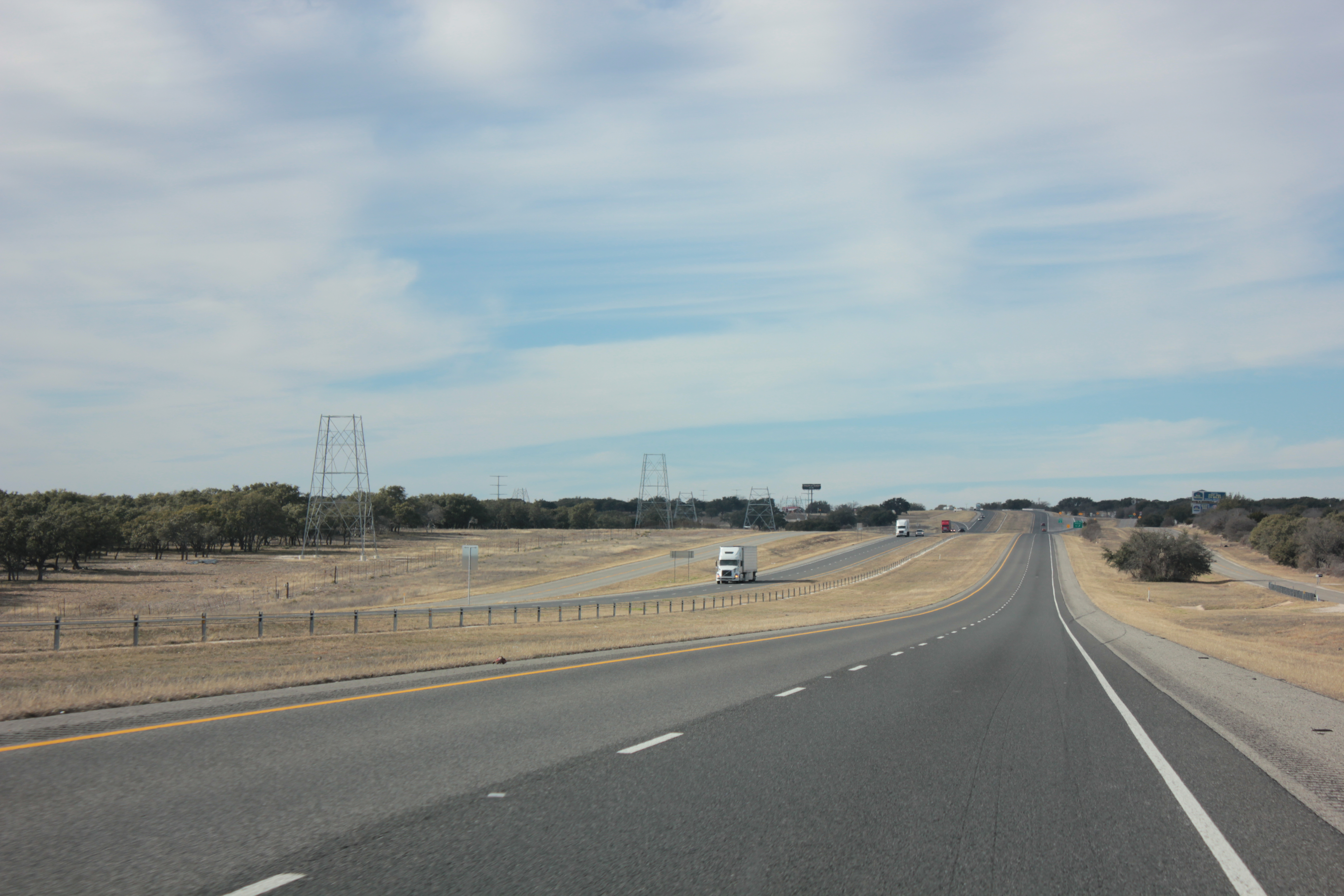
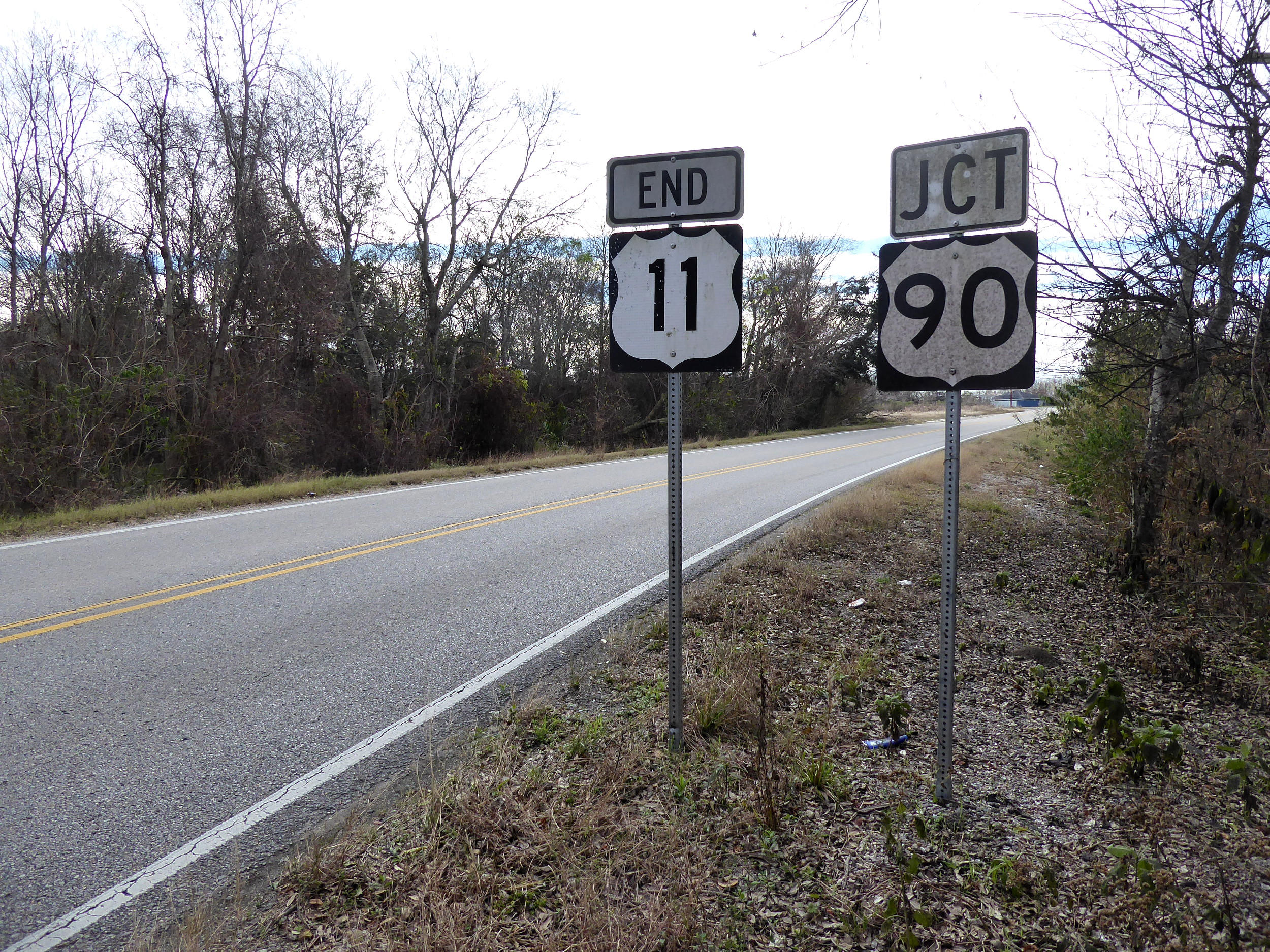